# (33303) 1998 KW48
1998 KW48 (asteroide 33303) é um asteroide da cintura principal. Possui uma excentricidade de 0.13802380 e uma inclinação de 12.57238º.
Este asteroide foi descoberto no dia 23 de maio de 1998 por LINEAR em Socorro.